# 白領羽球部
《白領羽球部》（日语：リーマンズクラブ）是由LIDENFILMS製作的日本原創電視動畫，由2022年1月29日起於朝日電視台系列「NUMAnimation」深夜動畫時段播映。

## 登場人物

### 陽光清涼飲品
陽光清涼飲品，創業超過40年的飲料廠牌，主打地方汽水和地方啤酒。

#### 羽球部
白鳥尊（配音：榎木淳彌、古城門志帆（幼年）（日本）；賈文安（台灣））
20歲。「陽光清涼飲品」企業球隊的羽球選手。過去隸屬於三星銀行旗下的羽球隊，在被踢除後馬上收到陽光清涼飲品的邀約因而加入。幼時曾和宮澄碰過面，並時常和他在公園打羽球。上初中後受到立花的邀約而加入學校羽球校隊，並因進步神速而被人冠以「神童」的稱號。在高中聯賽時因為立花受傷的緣故而轉打單打，在遇到宮澄後才逐步克服過去的心理陰影。是個大胃王，很愛吃辣也很喜歡口味獨特的飲料「納豆可樂」。
宮澄建（配音：三木真一郎）
32歲。「陽光清涼飲品」營業部的員工，同樣也是羽球隊的隊長，在白鳥進入公司後與他組成雙人搭檔。個性較為活潑外向，雖然上看很少根筋但卻是營業部業績最好的員工，作為球員的能力也非常高，被人稱為天才，也是球賽球員中數一數二的老鳥球員。
佐伯蒼汰（配音：石川界人（日本）；陳彥鈞（台灣））
23歲。「陽光清涼飲品」品保部的員工，羽球部的單打選手，橙也的哥哥，打法就和性格一樣冷靜，雖然說話感覺總是很堅定，但實際上也常常陷入消極，愛好是玩遊戲。在碓山加入後改成跟橙也組成雙打搭檔。
佐伯橙也（配音：逢坂良太、森優子（幼年））
19歲。「陽光清涼飲品」企劃部的員工，白鳥高中時代的同學，蒼汰的弟弟，羽球部的雙打選手，竹田的搭檔。總是以自己的直覺打球，為了節省生活費和哥哥蒼汰一起居住。在碓山加入後雙打搭檔從竹田改成蒼汰。
竹田浩輝（配音：柿原徹也）
27歲。和白鳥、宮澄一樣同為「陽光清涼飲品」營業部的員工，羽球部的雙打選手，橙也的搭檔。有著崇高的溝通能力，言行總是開朗又帶有條理，但實際上有著社交恐懼症。在碓山加入後從球員身分退役並轉任教練。
碓山透（配音：前野智昭）
29歲。「陽光清涼飲品」品保部的員工。在高中時就是非常知名的羽球員，與伊吹齊名。但在結婚後並全心投入事業中並放棄羽球的夢想。在妻子二美（配音：白石晴香）和兒子惠（配音：佐佐木李子）的鼓勵後才重拾夢想並加入羽球部，擔任單打選手的位置。
大野安臣（配音：黑田崇矢）
46歲。「陽光清涼飲品」企業球隊的總教練。

#### 營業部
榊󠄁義昭（配音：喜山茂雄）
「陽光清涼飲品」營業部的部長。
天野劍次（配音：奈良徹）
「陽光清涼飲品」營業部的員工。
二之坂環希（配音：岡本信彥）
「陽光清涼飲品」營業部的員工。表面上看似對他人的事物都不太在乎，但在同事們遇上麻煩時也會伸出援手。
矢田鏡子（配音：花守由美里）
「陽光清涼飲品」營業部的員工。相當關注羽球部的成績，幾乎每場比賽都會到現場聲援。

### UNISICS
霧島隼人（配音：福山潤）
25歲。隸屬「UNISICS」的羽毛球選手。琢磨的哥哥。雙打搭檔是荻野目，兩人同時也是青梅竹馬的關係。霧島和荻野目的組合是世界排名第二。因為面容姣好的關係同時也有接模特兒的工作，也有發行寫真的經歷。
荻野目大樹（配音：小野友樹）
25歲。隸屬「UNISICS」的羽毛球選手。霧島的雙打搭檔，同時也是彼此的青梅竹馬。荻野目和霧島的組合是世界排名第二。
美空綾斗（配音：村瀨步）
17歲。隸屬「UNISICS」的羽毛球選手。經營著有50萬人追蹤的社群帳號。據說會把羽毛球當成人一樣的對話，就連吃飯時聊天的對象也是羽毛球。
八神純（配音：石谷春貴）
23歲。隸屬「UNISICS」的羽毛球選手。和夏木共同經營一個YouTube頻道。
夏木陵（配音：野津山幸宏）
22歲。隸屬「UNISICS」的羽毛球選手。和八神共同經營一個YouTube頻道。
宇津木雅彥（配音：浪川大輔）
46歲。「UNISICS」企業羽球隊的教練。氣質優雅，文質彬彬的男性。

### TOMARI運輸
立花梓馬（配音：八代拓）
19歲。「TOMARI運輸」企業羽球隊的成員。高中時期是白鳥的雙打搭檔，但因為意識到無法追上白鳥的成長而過度訓練，再加上高中聯賽中和白鳥碰撞進而導致手肘受傷，並且暫時退出球壇。加入TOMARI運輸成為外崎的雙打搭檔。在陽光清涼飲品的試喝會中受到宮澄和外崎的指示，前去幫助白鳥運送蔥薑汽水到現場。
外崎士龍（配音：濱野大輝）
28歲。「TOMARI運輸」企業羽球隊的隊長。過去和鄉倉是雙打搭檔，後來換成立花。本人自認為不善言行因此害怕自己會造成立花太大的心理壓力。
間柴勇步（配音：土岐隼一）
23歲。「TOMARI運輸」企業羽球隊的成員。很常喝蛋白飲，非常喜歡肌肉。
猿橋佑彗（配音：岡本信彥）
24歲。「TOMARI運輸」企業羽球隊的成員。相當尊敬鄉倉。喜歡靠講話對人虛張聲勢。
鄉倉虎徹（配音：杉田智和）
28歲。「TOMARI運輸」企業羽球隊的成員。過去是外崎的雙打搭檔，但後來換成猿橋。個性沈默寡言。
松下幸治（配音：伊丸岡篤）
46歲。「TOMARI運輸」企業羽球隊的教練。看中立花的堅毅而決定招攬其入隊。過去面對因人群恐懼而怯場的猿橋時向他提議，要他把現場所有人想像成裸男裸女，成功幫猿橋克服恐懼，同時也意外幫助到同樣擁有此心理障礙的竹田。

### 三星銀行
霧島琢磨（配音：內田雄馬）
19歲。「三星銀行」企業羽球隊的成員。隼人的弟弟。出身於體育世家，因此認為不管自身再怎麼努力都只會被旁人歸咎於血統、天份的優良。認為雙打的搭檔都只是為了幫助自己更加強大的墊腳石。現任雙打的搭檔為出雲，兩人位列世界第一。
出雲尚弘（配音：古川慎）
27歲。「三星銀行」企業羽球隊的成員。過去隸屬於陽光清涼飲品公司旗下的羽球部，並且是宮澄的雙打搭檔，後來為了自身考量而離開並加入三星。
伊吹泉太郎（配音：置鮎龍太郎）
29歲。「三星銀行」企業羽球隊的隊長。高中時期就是非常知名的羽球選手，並與碓山齊名。為男子單打選手的世界排名第一。講話帶京都腔。
仲邑周平（配音：堀江瞬）
24歲。「三星銀行」企業羽球隊的成員。瀧本的雙打搭檔。講話帶大阪腔。
瀧本千空（配音：白井悠介）
24歲。「三星銀行」企業羽球隊的成員。仲邑的雙打搭檔。講話帶京都腔。
政時元（配音：濱田賢二）
46歲。「三星銀行」企業羽球隊的教練。尊崇完美、實力主義的人。

## 製作
- 原作：Team RMC
- 導演：山內愛彌
- 系列構成：內海照子、山內愛彌
- 角色原案：安田典生
- 角色設定：
- 美術設定：佐藤正浩（HED WORKS）
- 美術監督：甲斐政俊
- 美術背景：Studio KAIMU
- 色彩設計：小野寺笑子
- 2D設計：渡部岳、中島俊（旭Production）
- 3D設計：FelixFilm
- 攝影監督：長谷川奈穂
- 攝影：旭Production
- 編輯：長谷川舞（editz）
- 音樂：fox capture plan
- 音響監督：本山哲
- 音響製作：Glovision
- 動畫製作：LIDENFILMS
- 製作：陽光清涼飲品公關部

## 主題曲
片頭曲《The Warrior》
作詞：竹中雄大，作曲：竹中雄大、山田海斗，主唱：Novelbright
片尾曲《兩千五百萬分之一》
作詞、作曲、編曲、主唱：Mafumafu

## 各話列表
| 話數   | 日文標題 | 中文標題   | 劇本     | 分鏡                         | 演出           | 總作畫監督 | 首播日期       |
| ------ | -------- | ---------- | -------- | ---------------------------- | -------------- | ---------- | -------------- |
| 第1話  |          | 入職       | 內海照子 | 山內愛彌                     | 山內愛彌       |            | 2022年 1月30日 |
| 第2話  |          | 合作       | 內海照子 | 藤井康晶                     | 藤井康晶       | 柑原豆真、 | 2月6日         |
| 第3話  |          | 腦力激盪   | 佐藤裕   | 中野涼子                     | 中野涼子       | 三好和也、 | 2月13日        |
| 第4話  |          | 衝突       | 內海照子 | 西田正義                     | 播摩優、真野玲 | 柑原豆真   | 2月20日        |
| 第5話  |          | 回應       | 山內愛彌 | 播摩優                       | 播摩優         | 柑原豆真   | 2月27日        |
| 第6話  |          | 發表       | 佐藤裕   | 森健                         | 髙田美里       | 柑原豆真   | 3月6日         |
| 第7話  |          | 方案       |          | 古賀五十六                   | 古賀五十六     | 柑原豆真   | 3月13日        |
| 第8話  |          | 突破       | 内海照子 | 青柳隆平                     | 野亦則行       | 柑原豆真   | 3月20日        |
| 第9話  |          | 優先順序   | 内海照子 | 飯田崇                       | 稻村保奈美     | 柑原豆真   | 3月27日        |
| 第10話 |          | 得失       | 佐藤裕   | 金子伸吾、青柳隆平、白石達也 | 播摩優         | 柑原豆真   | 4月3日         |
| 第11話 |          | 競爭者     |          | 中野涼子、白石達也           | 藤井康昌       | 柑原豆真   | 4月10日        |
| 第12話 |          | 青色天花板 | 中原禮   | 播摩優                       | 柑原豆真       | 4月17日    |                |

## 播放电视台
| 播放地區 | 播放平台 | 播放日期           | 播放時間                      | 所屬聯播網 | 備註      |
| -------- | -------- | ------------------ | ----------------------------- | ---------- | --------- |
| 马来西亚 | TV Okey  | 从2023年10月28日起 | 每逢星期六及日，18:00 - 18:30 | 地面电视   | Vary Okey |

## 來源
1. ↑  Animax中文配音老師介紹🎈#賈文安. Animax Fun轉你的世界於Facebook. 2023-08-21 [2023-08-21] （繁體中文）.
2. ↑  Animax中文配音老師介紹 #陳彥鈞. Animax Fun轉你的世界於Facebook. 2023-09-04 [2023-09-22] （繁體中文）.

## 外部連結
- 官方網站（日語）
- 白領羽球部的X（前Twitter）（日語）